# Мураве
Мураве (словен. Murave) — поселення в общині Гореня вас-Поляне, Горенський регіон, Словенія. Висота над рівнем моря: 770 м.